# سيدني فريمان
سيدني فريمان (21 أغسطس 1888 - 6 يونيو 1971) (بالإنجليزية: Sidney Freeman)‏ هو لاعب كريكت بريطاني (وحمل سابقاً جنسية المملكة المتحدة لبريطانيا العظمى وأيرلندا).

## وصلات خارجية
- سيدني فريمان على موقع إي آس بي آن كريك إنفو (الإنجليزية)